# Lotus (album)
Lotus je prvi album v živo skupine Santana, ki je bil posnet 13. in 14. julija 1973 v dvorani Koseinenkin Hall v Osaki na Japonskem. Samo na Japonskem je izšel kot trojna LP plošča. V ZDA je album prvič izšel leta 1991 v setu dveh zgoščenk.
Leta 2006 je bil album ponovno izdan na vinilu na Nizozemskem in v trojnem setu zgoščenk na Japonskem. Leta 2013 je album ponovno izšel kot trojna LP plošča, tokrat v ZDA.

## Seznam skladb

### LP plošča (1974)
| Stran 1 | Stran 1                 | Stran 1                                                 | Stran 1             | Stran 1 |
| Št.     | Naslov                  | Pisec                                                   | Z albuma            | Dolžina |
| ------- | ----------------------- | ------------------------------------------------------- | ------------------- | ------- |
| 1.      | „Meditation‟            | John McLaughlin                                         |                     | 1:40    |
| 2.      | „Going Home‟            | Antonin Dvořák, arr. Alice Coltrane, Santana            | Welcome (1973)      | 2:53    |
| 3.      | „A-1 Funk‟              | Santana, Coster, Kermode, Rauch, Shrieve, Areas, Peraza | nova skladba        | 3:13    |
| 4.      | „Every Step of the Way‟ | Shrieve                                                 | Caravanserai (1972) | 11:30   |

| Stran 2 | Stran 2              | Stran 2                                 | Stran 2            | Stran 2 |
| Št.     | Naslov               | Pisec                                   | Z albuma           | Dolžina |
| ------- | -------------------- | --------------------------------------- | ------------------ | ------- |
| 1.      | „Black Magic Woman‟  | Green                                   | Abraxas (1970)     | 3:38    |
| 2.      | „Gypsy Queen‟        | Szabó                                   | Abraxas (1970)     | 3:58    |
| 3.      | „Oye Como Va‟        | Puente                                  | Abraxas (1970)     | 5:47    |
| 4.      | „Yours Is the Light‟ | Kermode                                 | Welcome (1973)     | 5:30    |
| 5.      | „Batukada‟           | Areas, Brown, Carabello, Rolie, Shrieve | Santana III (1971) | 0:55    |
| 6.      | „Xibaba (She-Ba-Ba)‟ | Airto                                   | nova skladba       | 4:13    |

| Stran 3 | Stran 3                                   | Stran 3                                                               | Stran 3             | Stran 3 |
| Št.     | Naslov                                    | Pisec                                                                 | Z albuma            | Dolžina |
| ------- | ----------------------------------------- | --------------------------------------------------------------------- | ------------------- | ------- |
| 1.      | „Stone Flower (Introduction)‟             | Green                                                                 | Caravanserai (1972) | 1:14    |
| 2.      | „Waiting‟                                 | Santana                                                               | Santana (1969)      | 4:14    |
| 3.      | „Castillos de Arena Part 1 (Sand Castle)‟ | Corea, Young, Santana, Coster, Kermode, Rauch, Shrieve, Areas, Peraza | nova skladba        | 2:51    |
| 4.      | „Free Angela‟                             | Bayete                                                                | nova skladba        | 4:26    |
| 5.      | „Samba de Sausalito‟                      | Areas                                                                 | Welcome (1973)      | 4:02    |

| Stran 4 | Stran 4                                   | Stran 4                                                               | Stran 4        | Stran 4 |
| Št.     | Naslov                                    | Pisec                                                                 | Z albuma       | Dolžina |
| ------- | ----------------------------------------- | --------------------------------------------------------------------- | -------------- | ------- |
| 1.      | „Mantra‟                                  | Coster, Santana, Shrieve                                              | nova skladba   | 7:17    |
| 2.      | „Kyoto (Drum Solo)‟                       | Shrieve                                                               | nova skladba   | 9:58    |
| 3.      | „Castillos de Arena Part 2 (Sand Castle)‟ | Corea, Young, Santana, Coster, Kermode, Rauch, Shrieve, Areas, Peraza | nova skladba   | 1:13    |
| 4.      | „Se a Cabo‟                               | Areas                                                                 | Abraxas (1970) | 5:39    |

| Stran 5 | Stran 5                | Stran 5                                          | Stran 5            | Stran 5 |
| Št.     | Naslov                 | Pisec                                            | Z albuma           | Dolžina |
| ------- | ---------------------- | ------------------------------------------------ | ------------------ | ------- |
| 1.      | „Samba Pa' Ti‟         | Santana                                          | Abraxas (1970)     | 8:56    |
| 2.      | „Savor‟                | Areas, Brown, Carabello, Rolie, Santana, Shrieve | Santana (1969)     | 3:06    |
| 3.      | „Toussaint L'Overture‟ | Areas, Brown, Carabello, Rolie, Santana, Shrieve | Santana III (1971) | 7:40    |

| Stran 6 | Stran 6                | Stran 6             | Stran 6        | Stran 6 |
| Št.     | Naslov                 | Pisec               | Z albuma       | Dolžina |
| ------- | ---------------------- | ------------------- | -------------- | ------- |
| 1.      | „Incident at Neshabur‟ | Cianquinto, Santana | Abraxas (1970) | 17:15   |

### Ponovna izdaja (1991)
| Disk 1 | Disk 1                                    | Disk 1                                                                | Disk 1              | Disk 1  |
| Št.    | Naslov                                    | Pisec                                                                 | Z albuma            | Dolžina |
| ------ | ----------------------------------------- | --------------------------------------------------------------------- | ------------------- | ------- |
| 1.     | „Going Home‟                              | Antonin Dvořák, arr. Alice Coltrane, Santana                          | Welcome (1973)      | 3:33    |
| 2.     | „A-1 Funk‟                                | Santana, Coster, Kermode, Rauch, Shrieve, Areas, Peraza               | nova skladba        | 3:13    |
| 3.     | „Every Step of the Way‟                   | Shrieve                                                               | Caravanserai (1972) | 11:30   |
| 4.     | „Black Magic Woman‟                       | Green                                                                 | Abraxas (1970)      | 3:38    |
| 5.     | „Gypsy Queen‟                             | Szabó                                                                 | Abraxas (1970)      | 3:58    |
| 6.     | „Oye Como Va‟                             | Puente                                                                | Abraxas (1970)      | 5:47    |
| 7.     | „Yours Is the Light‟                      | Kermode                                                               | Welcome (1973)      | 5:30    |
| 8.     | „Batuka‟                                  | Areas, Brown, Carabello, Rolie, Shrieve                               | Santana III (1971)  | 0:55    |
| 9.     | „Xibaba (She-Ba-Ba)‟                      | Airto                                                                 | nova skladba        | 4:13    |
| 10.    | „Stone Flower (Introduction)‟             | Green                                                                 | Caravanserai (1972) | 1:14    |
| 11.    | „Waiting‟                                 | Santana                                                               | Santana (1969)      | 4:14    |
| 12.    | „Castillos de Arena Part 1 (Sand Castle)‟ | Corea, Young, Santana, Coster, Kermode, Rauch, Shrieve, Areas, Peraza | nova skladba        | 2:51    |
| 13.    | „Free Angela‟                             | Bayete                                                                | nova skladba        | 4:26    |
| 14.    | „Samba de Sausalito‟                      | Areas                                                                 | Welcome (1973)      | 4:02    |

| Disk 2 | Disk 2                                    | Disk 2                                                                | Disk 2             | Disk 2  |
| Št.    | Naslov                                    | Pisec                                                                 | Z albuma           | Dolžina |
| ------ | ----------------------------------------- | --------------------------------------------------------------------- | ------------------ | ------- |
| 1.     | „Mantra‟                                  | Coster, Santana, Shrieve                                              | nova skladba       | 7:17    |
| 2.     | „Kyoto (Drum Solo)‟                       | Shrieve                                                               | nova skladba       | 9:58    |
| 3.     | „Castillos de Arena Part 2 (Sand Castle)‟ | Corea, Young, Santana, Coster, Kermode, Rauch, Shrieve, Areas, Peraza | nova skladba       | 1:13    |
| 4.     | „Incident at Neshabur‟                    | Cianquinto, Santana                                                   | Abraxas (1970)     | 15:57   |
| 5.     | „Se a Cabo‟                               | Areas                                                                 | Abraxas (1970)     | 5:39    |
| 6.     | „Samba Pa' Ti‟                            | Santana                                                               | Abraxas (1970)     | 8:56    |
| 7.     | „Mr. Udo‟                                 | Santana, Coster, Kermode, Rauch, Shrieve, Areas, Peraza               | nova skladba       | 3:07    |
| 8.     | „Toussaint L'Overture‟                    | Areas, Brown, Carabello, Rolie, Santana, Shrieve                      | Santana III (1971) | 7:40    |

### Japonski trojni CD set
Skladbe si sledijo kot na LP plošči, le skladba »Mr. Udo« je postavljena na mesto skladbe »Savor«.

## Zasedba
- Carlos Santana — solo kitara, Latin percussion
- Leon Thomas — marakas, vokali, Latin percussion
- Tom Coster — Hammond orgle, električni klavir, Yamaha orgle, Latin percussion
- Richard Kermode — Hammond orgle, električni klavir, Latin percussion
- Doug Rauch — bas
- Armando Peraza — konge, bongosi, Latin percussion
- José "Chepito" Areas — timbales, konge, Latin percussion
- Michael Shrieve — bobni